# Canton de Puymirol
Le canton de Puymirol est une ancienne division administrative française située dans le département de Lot-et-Garonne, en région Aquitaine.

## Géographie
Ce canton était organisé autour de Puymirol dans l'arrondissement d'Agen. Son altitude variait de 45 m (Lafox) à 195 m (Grayssas et Saint-Caprais-de-Lerm) pour une altitude moyenne de 94 m.

## Histoire
De 1833 à 1848, les cantons de Beauville et de Puymirol avaient le même conseiller général. Le nombre de conseillers généraux était limité à 30 par département.

## Administration

### Conseillers généraux de 1833 à 2015
| Période                                  | Période      | Identité                            | Étiquette           | Qualité |
| ---------------------------------------- | ------------ | ----------------------------------- | ------------------- | --- |
| 1833                                     | 1836 (décès) | Xavier de Sevin                     |                     | Propriétaire, ancien maire de Ferrussac-de-Saint-Maurin                                                          |
| 1836                                     | 1846         | Jean-Marie Joseph Garreau fils aîné |                     | Médecin à Eysse, maire de Beauville (1831-1841)                                                                  |
| 1848                                     | 1852         | Charles de Léonard                  |                     | Maire de Puymirol (1848-1851)                                                                                    |
| 1852                                     | 1880         | Amédée Belloc                       | Droite bonapartiste | Greffier en chef à la Cour d'appel d'Agen                                                                        |
| 1880                                     | 1904         | Jean Soubiran                       | Républicain         | Notaire, maire de Puymirol (1880-1910)                                                                           |
| 1904                                     | 1910         | Guillaume Pontou                    | Rad.                | Maire de Castelculier (1897-1913), conseiller d'arrondissement                                                   |
| 1910                                     | 1919         | Étienne Delprat                     | Républicain         | Minotier à Saint-Romain-le-Noble Conseiller d'arrondissement                                                     |
| 1919                                     | 1933 (décès) | Maximilien Labat                    | Républicain         | Maire d'Agen (1922-1933) Président de l'Amicale des Maires du Lot-et-Garonne (1922-1933)                         |
| 1933                                     | 1940         | Marcel Moynié                       | PRS                 | Agriculteur Maire de Saint-Pierre-de-Clairac, conseiller d'arrondissement Nommé conseiller départemental en 1943 |
|                                          |              |                                     |                     | |
| 1945                                     | 1970         | Marcel Moynié                       | Rad.                | Agriculteur à Saint-Pierre-de-Clairac                                                                            |
| 1970                                     | 1994         | Michel Faure                        | DVD puis RPR        | Médecin Maire de Puymirol (1966-1995)                                                                            |
| 1994                                     | 2015         | Marc Boueilh                        | DVD puis UMP        | Agriculteur Maire de Castelculier (1983-2014)                                                                    |
| Les données manquantes sont à compléter. |              |                                     |                     | |

### Conseillers d'arrondissement (de 1833 à 1940)
| Période                                  | Période          | Identité                                        | Étiquette               | Qualité |
| ---------------------------------------- | ---------------- | ----------------------------------------------- | ----------------------- | --- |
| 1833                                     | 1845             | Jean Raymond Florimond de Boudon de Saint-Amans |                         | Militaire, propriétaire à Castelculier                                                                      |
|                                          |                  |                                                 |                         | |
| 1883                                     | 1895             | Géraud Marty                                    | Républicain             | Adjoint au maire de Puymirol                                                                                |
| 1895                                     | 1901             | Guillaume Pontou                                | Républicain             | Propriétaire à Castelculier                                                                                 |
| 1901                                     | 1909 (démission) | Clément de Lafontan de Goth (1857-1939)         | Radical                 | Juge au Tribunal civil de Villeneuve-sur-Lot, maire de Saint-Romain Nommé Procureur à Saïgon                |
| 1909                                     | 1910             | Étienne Delprat                                 | Républicain             | Minotier à Saint-Romain-le-Noble                                                                            |
|                                          |                  |                                                 |                         | |
| 1919                                     | 1931             | Joseph Vernéjoul                                | Républicain             | Huissier, maire de Puymirol (1910-1935)                                                                     |
| 1931                                     | 1933             | Marcel Moynié                                   | PRS                     | Agriculteur Maire de Saint-Pierre-de-Clairac                                                                |
| 1933                                     | 1940             | M. Asté                                         | Républicain indépendant | |
| 1940                                     |                  |                                                 |                         | Les conseils d'arrondissement ont été suspendus par la loi du 12 octobre 1940 et n'ont jamais été réactivés |
| Les données manquantes sont à compléter. |                  |                                                 |                         | |

## Composition
Le canton de Puymirol groupait 10 communes et comptait 7 496 habitants (population municipale au 1er janvier 2010).
| Communes                | Population (2012) | Code postal | Code Insee |
| ----------------------- | ----------------- | ----------- | ---------- |
| Castelculier            | 2 315             | 47240       | 47051      |
| Clermont-Soubiran       | 367               | 47270       | 47067      |
| Grayssas                | 127               | 47270       | 47113      |
| Lafox                   | 1 163             | 47240       | 47128      |
| Puymirol                | 965               | 47270       | 47217      |
| Saint-Caprais-de-Lerm   | 602               | 47270       | 47234      |
| Saint-Jean-de-Thurac    | 502               | 47270       | 47248      |
| Saint-Pierre-de-Clairac | 831               | 47270       | 47269      |
| Saint-Romain-le-Noble   | 394               | 47270       | 47274      |
| Saint-Urcisse           | 230               | 47270       | 47281      |

## Démographie
| 1962  | 1968  | 1975  | 1982  | 1990  | 1999  | 2006  | 2010  | - |
| ----- | ----- | ----- | ----- | ----- | ----- | ----- | ----- | - |
| 3 625 | 3 880 | 4 080 | 4 646 | 5 477 | 6 011 | 7 192 | 7 496 | - |